# Cabeza de puente

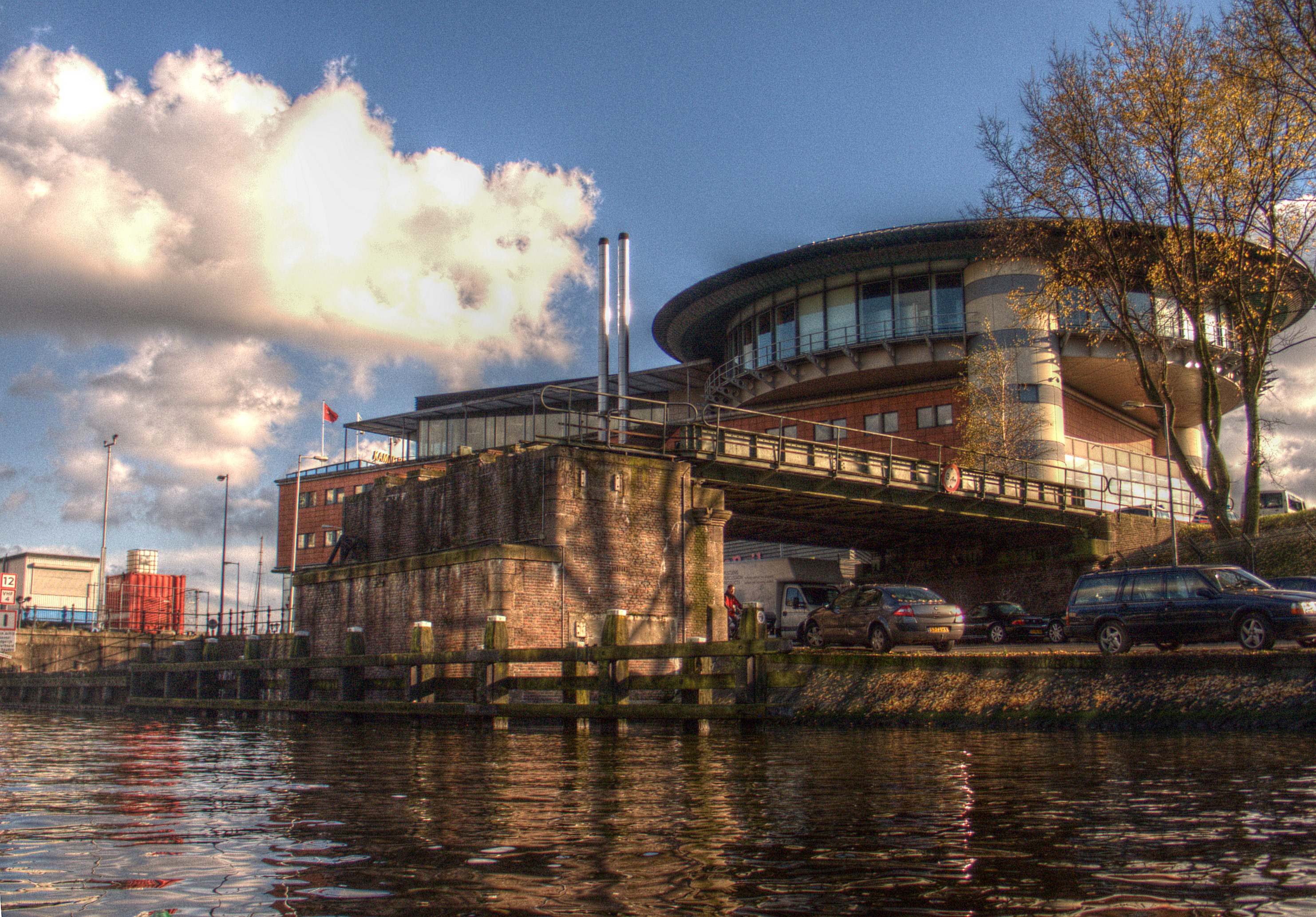
Cabeza de puente del en Ámsterdam

La cabeza de puente (o también cabecera de puente) es literalmente, en términos militares, una fortificación armada que protege el extremo de un puente más cercano a la posición enemiga.
El término también ha venido siendo utilizado en sentido figurado, por ejemplo, en el ámbito de negocios, donde en el área de comercialización una "cabecera de puente" suele referirse a la colocación de un producto en un nuevo segmento de mercado, como primer paso hacia su extensión a franjas de consumo más amplias, etc.
El nombre se ha generalizado para indicar cualquier clase de área defendida que se extiende dentro de territorio hostil, en particular la zona de un banco ribereño o un segmento de la línea de costa asegurados inicialmente por un asalto anfibio. Una cabeza de puente existe típicamente solo algunos días, mientras las fuerzas invasoras se expanden por el territorio hostil circundante, después de lo cual la cabecera se amplía para formar un enclave, antes de iniciar una fase de extensión rápida, como sucedió, por ejemplo, en 1945 cuando la 9.ª división armada del Ejército de los Estados Unidos tomó el Puente Ludendorff en Remagen durante la Segunda Guerra Mundial. En algunos casos, empero, la duración de una cabeza de puente puede extenderse mucho más tiempo: por ejemplo, durante la Batalla de los Dardanelos en la Primera Guerra Mundial, era común que este tipo de emplazamientos se mantuvieran por varios meses.